# Varesåstjärnen
Varesåstjärnen är en sjö i Vilhelmina kommun i Lappland och ingår i Ångermanälvens huvudavrinningsområde. Sjön har en area på 0,043 kvadratkilometer och ligger 366,9 meter över havet.

## Delavrinningsområde
Varesåstjärnen ingår i det delavrinningsområde (717824-153193) som SMHI kallar för Mynnar i Malgomaj. Medelhöjden är 397 meter över havet och ytan är 14,01 kvadratkilometer. Det finns inga avrinningsområden uppströms utan avrinningsområdet är högsta punkten. Fäbodbäcken som avvattnar avrinningsområdet har biflödesordning 2, vilket innebär att vattnet flödar genom totalt 2 vattendrag innan det når havet efter 277 kilometer. Avrinningsområdet består mestadels av skog (84 procent) och sankmarker (13 procent). Avrinningsområdet har 0,04 kvadratkilometer vattenytor vilket ger det en sjöprocent på 0,3 procent.